# Shahrisabz
Shahrisabz o Shahr-e Sabz, en  persa significa ciudad verde, su antiguo nombre era Kesh. Es una ciudad de Uzbekistán, en la provincia de Kashkadar, situada al sur de la ciudad de Samarcanda.
Desde el año 1993, el Centro histórico de Shahrisabz forma parte del Patrimonio de la Humanidad de la Unesco. Abarca un área protegida de 240 ha.

## Historia
El Centro histórico de Shahrisabz contiene edificios monumentales y barrios antiguos que testimonian el desarrollo secular de la ciudad, y muy particularmente su apogeo, bajo el reinado de la dinastía de los Timúridas, de los siglos XV y XVI. Esta es ciudad natal de Tamerlán, Temür, fundador de la dinastía.
En el año 2000, la Unesco catalogó a varios sitios de Shahrisabz como Patrimonio de la Humanidad, entre ellos el palacio de Aq Saray, Dor ut-Tillovat, Dor us-Saodat, el mercado de Chorsu, una casa de baños del siglo XV, el salón de plegarias de Mirhamid, las madrasas de Chubin y Koba, Kundizak, y las mezquitas de Malik Ajdar.